# Ausztria az 1996. évi nyári olimpiai játékokon
Ausztria az egyesült államokbeli Atlantában megrendezett 1996. évi nyári olimpiai játékok egyik részt vevő nemzete volt. Az országot az olimpián 15 sportágban 72 sportoló képviselte, akik összesen 3 érmet szereztek.

## Érmesek
| Érem  | Versenyző           | Sportág       | Versenyszám                |
| ----- | ------------------- | ------------- | -------------------------- |
| Ezüst | Wolfram Waibel, Jr. | Sportlövészet | Férfi légpuska             |
| Bronz | Wolfram Waibel, Jr. | Sportlövészet | Férfi sportpuska összetett |
| Bronz | Theresia Kiesl      | Atlétika      | Női 1500 m                 |

## Asztalitenisz
Férfi
| Versenyző                    | Versenyszám | Csoportkör | Csoportkör | Nyolcaddöntő      | Negyeddöntő       | Elődöntő          | Döntő             | Helyezés |
| Versenyző                    | Versenyszám | Ellenfél Eredmény | Hely.      | Ellenfél Eredmény | Ellenfél Eredmény | Ellenfél Eredmény | Ellenfél Eredmény | Helyezés |
| ---------------------------- | ----------- | --- | ---------- | ----------------- | ----------------- | ----------------- | ----------------- | -------- |
| Werner Schlager              | Egyes       | J csoport · Bátorfi Zoltán (HUN) · 2:0 · Hamad el-Hammádi (QAT) · 2:0 · Zoran Primorac (CRO) · 0:2                                                                             | 2.         | kiesett           | kiesett           | kiesett           | kiesett           | 17.      |
| Yi Ding                      | Egyes       | I csoport · Németh Károly (HUN) · 1:2 · Kim Thekszu (Kim Taek-su) (KOR) · 0:2 · Paul Langley (AUS) · 2:1                                                                       | 3.         | kiesett           | kiesett           | kiesett           | kiesett           | 33.      |
| Yi Ding Qian-Li Qian         | Páros       | A csoport · Horvátország (CRO) · Damir Atiković · Zoran Primorac · 2:1 · Ausztrália (AUS) · Paul Langley · Russ Lavale · 2:0 · Kína (CHN) · Lu Lin · Vang Tao (Wang Tao) · 0:2 | 2.         |                   | kiesett           | kiesett           | kiesett           | 9.       |
| Karl Jindrak Werner Schlager | Páros       | E csoport · Kanada (CAN) · Joe Ng · Johnny Huang · 2:0 · Brazília (BRA) · Giuliano Peixoto · Hugo Hoyama · 2:1 · Németország (GER) · Jörg Roßkopf · Steffen Fetzner · 0:2      | 2.         |                   | kiesett           | kiesett           | kiesett           | 9.       |

## Atlétika
Férfi
| Versenyző                                                                 | Versenyszám     | Előfutam | Előfutam | Előfutam | Negyeddöntő | Negyeddöntő | Negyeddöntő | Elődöntő | Elődöntő | Elődöntő | Döntő   | Döntő    |
| Versenyző                                                                 | Versenyszám     | Idő      | Hely.    | Össz.    | Idő         | Hely.       | Össz.       | Idő      | Hely.    | Össz.    | Idő     | Helyezés |
| ------------------------------------------------------------------------- | --------------- | -------- | -------- | -------- | ----------- | ----------- | ----------- | -------- | -------- | -------- | ------- | -------- |
| Christoph Pöstinger                                                       | 200 m           | 20,98    | 5.       | 49.      | kiesett     | kiesett     | kiesett     | kiesett  | kiesett  | kiesett  | kiesett | kiesett  |
| Thomas Griesser                                                           | 200 m           | 21,20    | 6.       | 61.**    | kiesett     | kiesett     | kiesett     | kiesett  | kiesett  | kiesett  | kiesett | kiesett  |
| Werner Edler-Muhr                                                         | 1500 m          | 3:45,02  | 8.       | 41.      |             |             |             | kiesett  | kiesett  | kiesett  | kiesett | kiesett  |
| Thomas Ebner                                                              | 1500 m          | 3:48,38  | 10.      | 49.      |             |             |             | kiesett  | kiesett  | kiesett  | kiesett | kiesett  |
| Mark McKoy                                                                | 110 m gát       | 13,70    | 2.       | 23.*     | 13,64       | 5.          | 22.*        | kiesett  | kiesett  | kiesett  | kiesett | kiesett  |
| Elmar Lichtenegger                                                        | 110 m gát       | 14,03    | 6.       | 47.      | kiesett     | kiesett     | kiesett     | kiesett  | kiesett  | kiesett  | kiesett | kiesett  |
| Herwig Röttl                                                              | 110 m gát       | 14,08    | 7.       | 50.      | kiesett     | kiesett     | kiesett     | kiesett  | kiesett  | kiesett  | kiesett | kiesett  |
| Martin Schützenauer Martin Lachkovics Thomas Griesser Christoph Pöstinger | 4 × 100 m váltó | 39,80    | 4.       | 18.*     |             |             |             | kiesett  | kiesett  | kiesett  | kiesett | kiesett  |

Női
| Versenyző      | Versenyszám | Előfutam | Előfutam | Előfutam | Elődöntő | Elődöntő | Elődöntő | Döntő   | Döntő    |
| Versenyző      | Versenyszám | Idő      | Hely.    | Össz.    | Idő      | Hely.    | Össz.    | Idő     | Helyezés |
| -------------- | ----------- | -------- | -------- | -------- | -------- | -------- | -------- | ------- | -------- |
| Theresia Kiesl | 1500 m      | 4:09,24  | 1.       | 9.       | 4:09,44  | 1.       | 9.       | 4:03,02 |          |

| Versenyző       | Versenyszám | Selejtező             | Selejtező             | Döntő    | Döntő    |
| Versenyző       | Versenyszám | Eredmény              | Helyezés              | Eredmény | Helyezés |
| --------------- | ----------- | --------------------- | --------------------- | -------- | -------- |
| Ljudmila Ninova | Távolugrás  | érvényes ugrás nélkül | érvényes ugrás nélkül | kiesett  | kiesett  |

* - egy másik versenyzővel azonos eredményt ért el

** - két másik versenyzővel azonos eredményt ért el

## Cselgáncs
Férfi
| Versenyző         | Versenyszám | Selejtező                  | 32-es főtábla             | Nyolcaddöntő                  | Negyeddöntő              | Elődöntő          | Vigaszág első kör             | Vigaszág negyeddöntő          | Vigaszág elődöntő | Bronz- mérkőzés   | Döntő             | Helyezés |
| Versenyző         | Versenyszám | Ellenfél Eredmény          | Ellenfél Eredmény         | Ellenfél Eredmény             | Ellenfél Eredmény        | Ellenfél Eredmény | Ellenfél Eredmény             | Ellenfél Eredmény             | Ellenfél Eredmény | Ellenfél Eredmény | Ellenfél Eredmény | Helyezés |
| ----------------- | ----------- | -------------------------- | ------------------------- | ----------------------------- | ------------------------ | ----------------- | ----------------------------- | ----------------------------- | ----------------- | ----------------- | ----------------- | -------- |
| Thomas Schleicher | Könnyűsúly  | erőnyerő                   | Nakamura Kenzó (JPN) · V  |                               |                          |                   | Abdel Hakim Harkat (ALG) · GY | Martin Schmidt (GER) · V      | kiesett           | kiesett           |                   | 9.       |
| Patrick Reiter    | Váltósúly   | Vladimir Shmakov (UZB) · V | kiesett                   | kiesett                       | kiesett                  | kiesett           |                               |                               |                   |                   |                   | 33.      |
| Sergej Klischin   | Középsúly   | erőnyerő                   | David Wilkinson (AUS) · V | kiesett                       | kiesett                  | kiesett           |                               |                               |                   |                   |                   | 21.      |
| Eric Krieger      | Nehézsúly   | erőnyerő                   | Kamel Larbi (ALG) · GY    | Szaidahtam Rahimov (TJK) · GY | David Douillet (FRA) · V |                   |                               | Harry Van Barneveld (BEL) · V | kiesett           | kiesett           |                   | 9.       |

Női
| Versenyző      | Versenyszám | Selejtező         | Nyolcaddöntő                   | Negyeddöntő            | Elődöntő          | Vigaszág első kör | Vigaszág negyeddöntő  | Vigaszág elődöntő | Bronz- mérkőzés   | Döntő             | Helyezés |
| Versenyző      | Versenyszám | Ellenfél Eredmény | Ellenfél Eredmény              | Ellenfél Eredmény      | Ellenfél Eredmény | Ellenfél Eredmény | Ellenfél Eredmény     | Ellenfél Eredmény | Ellenfél Eredmény | Ellenfél Eredmény | Helyezés |
| -------------- | ----------- | ----------------- | ------------------------------ | ---------------------- | ----------------- | ----------------- | --------------------- | ----------------- | ----------------- | ----------------- | -------- |
| Mariela Spacek | Középsúly   | erőnyerő          | Jelena Kotelnyikova (RUS) · GY | Alice Dubois (FRA) · V |                   |                   | Odalis Revé (CUB) · V | kiesett           | kiesett           |                   | 9.       |

## Evezés
Férfi
| Versenyző                                                         | Versenyszám                          | Előfutam | Előfutam | 1. vigaszág | 1. vigaszág | 2. vigaszág | 2. vigaszág | Elődöntő | Elődöntő | Elődöntő | Döntő | Döntő   | Döntő | Helyezés |
| Versenyző                                                         | Versenyszám                          | Idő      | Hely.    | Idő         | Hely.       | Idő         | Hely.       | Típus    | Idő      | Hely.    | Típus | Idő     | Hely. | Helyezés |
| ----------------------------------------------------------------- | ------------------------------------ | -------- | -------- | ----------- | ----------- | ----------- | ----------- | -------- | -------- | -------- | ----- | ------- | ----- | -------- |
| Horst Nußbaumer                                                   | Egypárevezős                         | 7:36,15  | 3.       | 7:49,79     | 2.          |             |             | A/B      | 7:35,52  | 6.       | B     | 6:53,20 | 3.    | 9.       |
| Arnold Jonke Christoph Zerbst                                     | Kétpárevezős                         | 6:56,55  | 4.       | 6:43,52     | 1.          | erőnyerő    | erőnyerő    | A/B      | 6:35,76  | 2.       | A     | 6:25,17 | 5.    | 5.       |
| Andreas Nader Hermann Bauer                                       | Kormányos nélküli kettes             | 6:46,18  | 6.       | 7:03,86     | 2.          |             |             | A/B      | 6:57,44  | 4.       | B     | 6:38,60 | 5.    | 11.      |
| Wolfgang Sigl Walter Rantasa                                      | Könnyűsúlyú kétpárevezős             | 6:54,36  | 2.       | 6:21,10     | 1.          |             |             | A/B      | 6:28,06  | 3.       | A     | 6:30,85 | 5.    | 5.       |
| Martin Kobau Harald Hofmann Christoph Schmölzer Gernot Faderbauer | Könnyűsúlyú kormányos nélküli négyes | 6:24,59  | 3.       | 6:02,76     | 3.          |             |             | A/B      | 6:22,60  | 6.       | B     | 6:06,09 | 6.    | 12.      |

Női
| Versenyző                            | Versenyszám              | Előfutam | Előfutam | Vigaszág | Vigaszág | Elődöntő | Elődöntő | Elődöntő | Döntő | Döntő   | Döntő | Helyezés |
| Versenyző                            | Versenyszám              | Idő      | Hely.    | Idő      | Hely.    | Típus    | Idő      | Hely.    | Típus | Idő     | Hely. | Helyezés |
| ------------------------------------ | ------------------------ | -------- | -------- | -------- | -------- | -------- | -------- | -------- | ----- | ------- | ----- | -------- |
| Karola Schustereder Monika Felizeter | Könnyűsúlyú kétpárevezős | 7:45,45  | 4.       | 7:07,34  | 3.       | A/B      | 7:32,07  | 6.       | B     | 7:11,22 | 5.    | 11.      |

## Kajak-kenu

### Síkvízi
Női
| Versenyző       | Versenyszám       | Előfutam | Előfutam | Előfutam | Vigaszág | Vigaszág | Vigaszág | Elődöntő | Elődöntő | Elődöntő | Döntő    | Döntő    |
| Versenyző       | Versenyszám       | Idő      | Hely.    | Össz.    | Idő      | Hely.    | Össz.    | Idő      | Hely.    | Össz.    | Idő      | Helyezés |
| --------------- | ----------------- | -------- | -------- | -------- | -------- | -------- | -------- | -------- | -------- | -------- | -------- | -------- |
| Uschi Profanter | Kajak egyes 500 m | 1:51,440 | 1.       | 3.       | erőnyerő | erőnyerő | erőnyerő | 1:50,066 | 3.       | 5.       | 1:50,271 | 6.       |

### Szlalom
| Versenyző       | Versenyszám       | Döntő    | Döntő    | Döntő    | Döntő    | Döntő         | Döntő         |
| Versenyző       | Versenyszám       | 1. futam | 1. futam | 2. futam | 2. futam | Jobb eredmény | Jobb eredmény |
| Versenyző       | Versenyszám       | Pont     | Hely.    | Pont     | Hely.    | Pont          | Helyezés      |
| --------------- | ----------------- | -------- | -------- | -------- | -------- | ------------- | ------------- |
| Helmut Oblinger | Férfi kajak egyes | 159,22   | 20.      | 157,06   | 19.      | 157,06        | 28.           |
| Manuel Köhler   | Férfi kajak egyes | 261,01   | 43.      | 209,54   | 36.      | 209,54        | 42.           |

## Kerékpározás

### Hegyi-kerékpározás
| Versenyző    | Versenyszám        | Idő                | Helyezés |
| ------------ | ------------------ | ------------------ | -------- |
| Ernst Denifl | Férfi terepverseny | 2:45:34 (+0:27:56) | 28.      |

### Országúti kerékpározás
Férfi
| Versenyző          | Versenyszám   | Idő             | Helyezés |
| ------------------ | ------------- | --------------- | -------- |
| Werner Riebenbauer | Mezőnyverseny | 4:56:45 (+2:49) | 44.      |
| Harald Morscher    | Mezőnyverseny | 4:56:45 (+2:49) | 46.      |
| Peter Wrolich      | Mezőnyverseny | 4:56:46 (+2:50) | 54.      |
| Georg Totschnig    | Mezőnyverseny | 4:56:47 (+2:51) | 62.      |
| Peter Luttenberger | Mezőnyverseny | 4:56:50 (+2:54) | 81.      |

Női
| Versenyző   | Versenyszám   | Idő                | Helyezés |
| ----------- | ------------- | ------------------ | -------- |
| Tanja Klein | Mezőnyverseny | 2:37:06 (+0:53)    | 22.      |
| Tanja Klein | Időfutam      | 0:42:03 (+0:05:23) | 23.      |

### Pálya-kerékpározás
Időfutam
| Név                  | Versenyszám  | Idő      | Helyezés |
| -------------------- | ------------ | -------- | -------- |
| Christian Meidlinger | Férfi egyéni | 1:05,530 | 9.       |

Pontversenyek
| Név           | Versenyszám       | Pont | Körhátrány | Helyezés |
| ------------- | ----------------- | ---- | ---------- | -------- |
| Franz Stocher | Férfi pontverseny | 5    | -1         | 12.      |
| Tanja Klein   | Női pontverseny   | 0    | 0          | 16.      |

## Lovaglás
Díjlovaglás
| Versenyző        | Ló     | Versenyszám | 1. kör | 1. kör | 2. kör  | 2. kör  | 3. kör  | 3. kör  | Végeredmény | Végeredmény |
| Versenyző        | Ló     | Versenyszám | Pont   | Hely.  | Pont    | Hely.   | Pont    | Hely.   | Pont        | Helyezés    |
| ---------------- | ------ | ----------- | ------ | ------ | ------- | ------- | ------- | ------- | ----------- | ----------- |
| Caroline Hatlapa | Merlin | Egyéni      | 64,36  | 31.    | kiesett | kiesett | kiesett | kiesett | kiesett     | kiesett     |

Díjugratás
| Versenyző                                                     | Ló              | Versenyszám | Selejtező | Selejtező | Selejtező | Selejtező | Selejtező | Selejtező | Selejtező | Selejtező | Döntő   | Döntő   | Döntő   | Döntő   | Végeredmény | Végeredmény |
| Versenyző                                                     | Ló              | Versenyszám | 1. kör    | 1. kör    | 2. kör    | 2. kör    | 2. kör    | 3. kör    | 3. kör    | 3. kör    | 1. kör  | 1. kör  | 2. kör  | 2. kör  | Végeredmény | Végeredmény |
| Versenyző                                                     | Ló              | Versenyszám | Bünt.     | Hely.     | Bünt.     | Össz.     | Hely.     | Bünt.     | Össz.     | Hely.     | Bünt.   | Hely.   | Bünt.   | Hely.   | Bünt.       | Helyezés    |
| ------------------------------------------------------------- | --------------- | ----------- | --------- | --------- | --------- | --------- | --------- | --------- | --------- | --------- | ------- | ------- | ------- | ------- | ----------- | ----------- |
| Hugo Simon                                                    | E.T.            | Egyéni      | 4,00      | 14.       | 4,00      | 8,00      | 9.        | 8,00      | 16,00     | 16.       | 4,00    | 4.**    |         |         | 4,00        | 4.**        |
| Anton-Martin Bauer                                            | Vesuve Paluelle | Egyéni      | 4,00      | 14.       | 0,00      | 4,00      | 5.        | 8,00      | 12,00     | 9.        | 8,00    | 11.     |         |         | 8,00        | 11.***      |
| Helmut Morbitzer                                              | Racal           | Egyéni      | 0,00      | 1.        | 16,00     | 16,00     | 38.       | 4,00      | 20,00     | 29.       | 29,00   | 25.     |         |         | 29,00       | 25.         |
| Thomas Metzger                                                | Royal Flash     | Egyéni      | 60,25     | 78.       | kiesett   | kiesett   | kiesett   | kiesett   | kiesett   | kiesett   | kiesett | kiesett | kiesett | kiesett | kiesett     | kiesett     |
| Anton-Martin Bauer Hugo Simon Helmut Morbitzer Thomas Metzger | lásd fentebb    | Csapat      |           |           |           |           |           |           |           |           | 20,00   | 9.*     | 20,00   | 11.*    | 40,00       | 11.*        |

* - egy másik csapattal azonos eredményt ért el

** - hat másik versenyzővel azonos eredményt ért el, szétugrásban a 3. helyen végzett, így 4. lett

*** - három másik versenyzővel azonos eredményt ért el

## Műugrás
Férfi
| Versenyző     | Versenyszám        | Selejtező | Selejtező | Elődöntő | Elődöntő | Döntő   | Döntő    |
| Versenyző     | Versenyszám        | Pont      | Helyezés  | Pont     | Helyezés | Pont    | Helyezés |
| ------------- | ------------------ | --------- | --------- | -------- | -------- | ------- | -------- |
| Richard Frece | Egyéni műugrás     | 365,73    | 10.       | 563,64   | 14.      | kiesett | kiesett  |
| Richard Frece | Egyéni toronyugrás | 373,41    | 12.       | 521,76   | 12.      | 503,64  | 12.      |

Női
| Versenyző               | Versenyszám        | Selejtező | Selejtező | Elődöntő | Elődöntő | Döntő  | Döntő    |
| Versenyző               | Versenyszám        | Pont      | Helyezés  | Pont     | Helyezés | Pont   | Helyezés |
| ----------------------- | ------------------ | --------- | --------- | -------- | -------- | ------ | -------- |
| Anja Richter-Libiseller | Egyéni toronyugrás | 266,13    | 10.       | 426,96   | 10.      | 408,45 | 11.      |

## Sportlövészet
Férfi
| Versenyző           | Versenyszám           | Selejtező | Selejtező | Döntő   | Döntő    |
| Versenyző           | Versenyszám           | Pont      | Helyezés  | Pont    | Helyezés |
| ------------------- | --------------------- | --------- | --------- | ------- | -------- |
| Dieter Grabner      | Légpuska              | 588       | 18.***    | kiesett | kiesett  |
| Wolfram Waibel, Jr. | Légpuska              | 596       | 1.        | 695,2   |          |
| Wolfram Waibel, Jr. | Sportpuska, fekvő     | 590       | 39.**     | kiesett | kiesett  |
| Wolfram Waibel, Jr. | Sportpuska, összetett | 1170      | 4.*       | 1269,6  |          |
| Thomas Farnik       | Sportpuska, összetett | 1164      | 13.****   | kiesett | kiesett  |
| Thomas Farnik       | Sportpuska, fekvő     | 589       | 42.****   | kiesett | kiesett  |

* - egy másik versenyzővel azonos eredményt ért el

** - két másik versenyzővel azonos eredményt ért el

*** - három másik versenyzővel azonos eredményt ért el

**** - négy másik versenyzővel azonos eredményt ért el

## Tenisz
Női
| Versenyző      | Versenyszám | 64-es főtábla                     | 32-es főtábla                      | Nyolcaddöntő      | Negyeddöntő       | Elődöntő          | Bronz- mérkőzés   | Döntő             | Helyezés |
| Versenyző      | Versenyszám | Ellenfél Eredmény                 | Ellenfél Eredmény                  | Ellenfél Eredmény | Ellenfél Eredmény | Ellenfél Eredmény | Ellenfél Eredmény | Ellenfél Eredmény | Helyezés |
| -------------- | ----------- | --------------------------------- | ---------------------------------- | ----------------- | ----------------- | ----------------- | ----------------- | ----------------- | -------- |
| Judith Wiesner | Egyes       | Temesvári Andrea (HUN) · 7–6, 6–4 | Jana Novotná (CZE) · 4–6, 6–3, 3–6 | kiesett           | kiesett           | kiesett           | kiesett           | kiesett           | 17.      |

## Tollaslabda
| Versenyző    | Versenyszám | Selejtező                           | 32-es főtábla                             | Nyolcaddöntő      | Negyeddöntő       | Elődöntő          | Döntő             | Helyezés |
| Versenyző    | Versenyszám | Ellenfél Eredmény                   | Ellenfél Eredmény                         | Ellenfél Eredmény | Ellenfél Eredmény | Ellenfél Eredmény | Ellenfél Eredmény | Helyezés |
| ------------ | ----------- | ----------------------------------- | ----------------------------------------- | ----------------- | ----------------- | ----------------- | ----------------- | -------- |
| Hannes Fuchs | Férfi egyes | Julian Robertson (GBR) · 15–2, 15–6 | Thomas Stuer-Lauridsen (DEN) · 2–15, 5–15 | kiesett           | kiesett           | kiesett           | kiesett           | 17.      |

## Torna

### Ritmikus gimnasztika
| Versenyző       | Versenyszám | Selejtező | Selejtező | Elődöntő | Elődöntő | Döntő   | Döntő    |
| Versenyző       | Versenyszám | Pont      | Hely.     | Pont     | Hely.    | Pont    | Helyezés |
| --------------- | ----------- | --------- | --------- | -------- | -------- | ------- | -------- |
| Birgit Schielin | Egyéni      | 36,881    | 24.       | kiesett  | kiesett  | kiesett | kiesett  |
| Nina Taborsky   | Egyéni      | 36,565    | 29.       | kiesett  | kiesett  | kiesett | kiesett  |

## Úszás
Férfi
| Versenyző      | Versenyszám  | Előfutam | Előfutam | Előfutam | Döntő   | Döntő   | Döntő   | Helyezés |
| Versenyző      | Versenyszám  | Idő      | Hely.    | Össz.    | Típus   | Idő     | Hely.   | Helyezés |
| -------------- | ------------ | -------- | -------- | -------- | ------- | ------- | ------- | -------- |
| Judith Draxler | 50 m gyors   | 26,34    | 3.       | 20.*     | kiesett | kiesett | kiesett | kiesett  |
| Judith Draxler | 100 m gyors  | 57,34    | 2.       | 27.      | kiesett | kiesett | kiesett | kiesett  |
| Martina Nemec  | 400 m gyors  | 4:23,72  | 4.       | 32.      | kiesett | kiesett | kiesett | kiesett  |
| Martina Nemec  | 200 m vegyes | 2:21,10  | 6.       | 30.      | kiesett | kiesett | kiesett | kiesett  |
| Martina Nemec  | 400 m vegyes | 5:02,52  | 7.       | 30.      | kiesett | kiesett | kiesett | kiesett  |
| Vera Lischka   | 100 m mell   | 1:09,68  | 2.       | 5.       | A       | 1:09,24 | 5.      | 5.       |
| Elvira Fischer | 200 m mell   | 2:33,89  | 3.       | 24.*     | kiesett | kiesett | kiesett | kiesett  |

* - egy másik versenyzővel azonos eredményt ért el

## Vitorlázás
Férfi
| Versenyző      | Versenyszám | Futam | Futam | Futam | Futam | Futam | Futam | Futam | Futam    | Futam | Futam | Pontszám | Helyezés |
| Versenyző      | Versenyszám | 1     | 2     | 3     | 4     | 5     | 6     | 7     | 8        | 9     | 10    | Pontszám | Helyezés |
| -------------- | ----------- | ----- | ----- | ----- | ----- | ----- | ----- | ----- | -------- | ----- | ----- | -------- | -------- |
| Hans Spitzauer | Finn dingi  | 4     | 1     | 10    | 7     | 11    | 4     | 5     | (32 PMS) | 12    | (12)  | 54,0     | 4.       |

Nyílt
| Versenyző                           | Versenyszám | Futam | Futam | Futam | Futam | Futam | Futam | Futam | Futam | Futam | Futam | Futam | Pontszám | Helyezés |
| Versenyző                           | Versenyszám | 1     | 2     | 3     | 4     | 5     | 6     | 7     | 8     | 9     | 10    | 11    | Pontszám | Helyezés |
| ----------------------------------- | ----------- | ----- | ----- | ----- | ----- | ----- | ----- | ----- | ----- | ----- | ----- | ----- | -------- | -------- |
| Franz Urlesberger                   | Laser       | 19    | (30)  | 15    | 16    | 16    | (23)  | 14    | 12    | 6     | 9     | 15    | 122,0    | 14.      |
| Hubert Raudaschl Andreas Hanakamp   | Csillaghajó | 12    | 12    | 13    | (19)  | 13    | 5     | 13    | (20)  | 13    | 8     |       | 89,0     | 15.      |
| Andreas Hagara Florian Schneeberger | Tornádó     | 4     | 3     | 5     | 6     | 1     | 7     | 10    | (13)  | 7     | (13)  | 1     | 44,0     | 4.       |

## Vívás
Férfi
| Versenyző                                    | Versenyszám | Selejtező                       | 32-es főtábla                  | Nyolcaddöntő                                                              | Negyeddöntő                                                                     | Elődöntő                                                                                                  | Bronz- mérkőzés                                                    | Döntő             | Helyezés |
| Versenyző                                    | Versenyszám | Ellenfél Eredmény               | Ellenfél Eredmény              | Ellenfél Eredmény                                                         | Ellenfél Eredmény                                                               | Ellenfél Eredmény                                                                                         | Ellenfél Eredmény                                                  | Ellenfél Eredmény | Helyezés |
| -------------------------------------------- | ----------- | ------------------------------- | ------------------------------ | ------------------------------------------------------------------------- | ------------------------------------------------------------------------------- | --- | ------------------------------------------------------------------ | ----------------- | -------- |
| Joachim Wendt                                | Tőr, egyéni | erőnyerő                        | Uwe Römer (GER) · 7–15         | kiesett                                                                   | kiesett                                                                         | kiesett                                                                                                   | kiesett                                                            | kiesett           | 23.      |
| Michael Ludwig                               | Tőr, egyéni | Carlos Rodríguez (VEN) · 15–11  | Lionel Plumenail (FRA) · 12–15 | kiesett                                                                   | kiesett                                                                         | kiesett                                                                                                   | kiesett                                                            | kiesett           | 26.      |
| Marco Falchetto                              | Tőr, egyéni | Leandro Marchetti (ARG) · 13–15 | kiesett                        | kiesett                                                                   | kiesett                                                                         | kiesett                                                                                                   | kiesett                                                            | kiesett           | 33.      |
| Joachim Wendt Marco Falchetto Michael Ludwig | Tőr, csapat |                                 |                                | Egyesült Államok (USA) · Cliff Bayer · Nick Bravin · Peter Devine · 45–32 | Olaszország (ITA) · Alessandro Puccini · Marco Arpino · Stefano Cerioni · 45–36 | Lengyelország (POL) · Adam Krzesiński · Piotr Kiełpikowski · Ryszard Sobczak · Jarosław Rodzewicz · 38–45 | Kuba (CUB) · Elvis Gregory · Oscar García · Rolando Tucker · 28–45 |                   | 4.       |